# 10,4×47 R Vetterli
10,4×47 R Vetterli (tudi 10,35×47 R) je italijanski puškovni naboj. V uporabi je bil v puškah Vetterli M1870 in M1870/87, leta 1891 pa ga je kot glavni italijanski naboj zamenjal 6,5x52 Carcano.
Do leta 1890 je bil naboj polnjen s črnim smodnikom, nato pa z močnejšim balistitom.
To strelivo kalibra 10,4 mm so v Italiji izdelovali vsaj do leta 1916.